# 推倒白宮的男人
是一部於2017年上映的美國傳記間諜驚悚片，由彼德·藍德斯曼執導和編劇。電影改編自FBI前副局長馬克·費爾特成為秘密線人「深喉」幫助記者鮑勃·伍德沃德與卡爾·伯恩斯坦揭穿水門事件的真實故事。由連恩·尼遜、黛安·蓮恩、托尼·戈德溫和麥卡·門羅主演。電影定於2017年9月8日於美國上映。

## 演員
- 連恩·尼遜 飾 馬克·費爾特
- 黛安·蓮恩 飾 奧黛麗·費爾特
- 托尼·戈德溫 飾 艾德·米勒（英语：Edward S. Miller）
- 麥卡·門羅 飾 瓊·費爾特
- 凱特·沃許（英语：Kate Walsh (actress)） 飾 帕特·米勒
- 喬許·盧卡斯 飾 查理·貝茨
- 米高·C·賀爾 飾 約翰·迪恩（英语：John Dean）
- 馬頓·索柯斯 飾 帕特·格雷（英语：L. Patrick Gray）
- 湯姆·塞茲摩爾 飾 比爾·沙利文（英语：William C. Sullivan）
- 儒利安·莫里斯 飾 鲍勃·伍德沃德
- 溫蒂·麥莉登－康薇（英语：Wendi McLendon-Covey） 飾 卡蘿·楚迪
- 伊克·巴里霍爾茨 飾 安吉洛·拉諾（英语：Angelo Lano）
- 布魯斯·格林伍德 飾 桑迪·史密斯
- 布萊恩·德阿西·詹姆斯（英语：Brian d'Arcy James） 飾 羅伯特·坎克爾
- 諾亞·懷利 飾 斯坦·波丁格
- 寇姆·明尼（英语：Colm Meaney） 飾 CIA特工
- 埃迪·馬森 飾 CIA特工
- 理查德·莫利納 飾 美國法警

## 製作

### 拍攝
主體拍攝在2016年5月2日亞特蘭大拍攝。

## 發行
電影2017年9月29日於美國上映。